# NGC 574
NGC 574 (другие обозначения — ESO 353-6, MCG −6-4-39, IRAS01268-3551, PGC 5544) — спиральная галактика с перемычкой (SBb) в созвездии Скульптор. Открыта Джоном Гершелем в 1834 году. Описание Дрейера: «очень маленький объект, видна двойная звезда на позиционном угле в 225°».
Этот объект входит в число перечисленных в оригинальной редакции «Нового общего каталога».
В 1994 году исследовалась в составе группе галактик, расположенных в области плотной внутрикластерной среды.
В июле 2020 года проект ATLAS сообщил о возможном обнаружении сверхновой ATLAS20rvo (AT2020nvh) с пиковой видимой звездной величиной 17,35±0,07. Наблюдения были затруднены тем что объект на момент наблюдения был расположен за Солнцем.